# Manihot neusana
Manihot neusana är en törelväxtart som beskrevs av Nassar. Manihot neusana ingår i släktet Manihot och familjen törelväxter. Inga underarter finns listade i Catalogue of Life.